# World Athletics Relays
Le World Athletics Relays (letteralmente staffette mondiali), fino al 2019 denominate IAAF World Relays, sono una competizione internazionale di atletica leggera organizzata dalla World Athletics. La prima edizione si è tenuta a Nassau (Bahamas) nel maggio del 2014.
La nazione con più punti nelle finali, maschili, femminili o universali, vince il Testimone d'oro (in inglese Golden Baton): gli Stati Uniti ne sono stati vincitori per le prime quattro edizioni.

## Edizioni
| Edizione | Anno | Città     | Nazione  | Data           | Sede                                     | Atleti partecipanti | Nazioni partecipanti |
| -------- | ---- | --------- | -------- | -------------- | ---------------------------------------- | ------------------- | -------------------- |
| 1        | 2014 | Nassau    | Bahamas  | 24 - 25 maggio | Thomas Robinson Stadium                  | 470                 | 41                   |
| 2        | 2015 | Nassau    | Bahamas  | 2 - 3 maggio   | Thomas Robinson Stadium                  | 584                 | 42                   |
| 3        | 2017 | Nassau    | Bahamas  | 22 - 23 aprile | Thomas Robinson Stadium                  | 419                 | 35                   |
| 4        | 2019 | Yokohama  | Giappone | 11 - 12 maggio | Stadio internazionale Yokohama           | 529                 | 43                   |
| 5        | 2021 | Chorzów   | Polonia  | 1º - 2 maggio  | Stadio della Slesia                      | 689                 | 37                   |
| 6        | 2024 | Nassau    | Bahamas  | 4 - 5 maggio   | Thomas Robinson Stadium                  | 893                 | 52                   |
| 7        | 2025 | Guangzhou | Cina     | 10 - 11 maggio | Stadio del Centro olimpico del Guangdong | 734                 | 43                   |
| 8        | 2026 | Gaborone  | Botswana | 2 - 3 maggio   | Stadio nazionale del Botswana            |                     |                      |
| 9        | 2028 | Nassau    | Bahamas  | 22 - 23 aprile | Thomas Robinson Stadium                  |                     |                      |

## Programma delle gare
Il programma delle gare comprende le classiche 4×100 metri e 4×400 metri (già specialità olimpiche), ma anche staffette su misure più inconsuete (ma comunque già riconosciute dalla World Athletics) come la 4×200 metri, 4×800 metri e 4×1500 metri, quest'ultima sostituita nella seconda edizione da una staffetta mista (composta da frazioni di 1200 m, 400 m, 800 m e 1600 m) e nella terza da un altro tipo di staffetta mista, una 4×400 metri con due atleti uomini e due donne.
Nella quarta edizione la staffetta 4×800 metri è stata sostituita da una staffetta mista 2×2×400, dove due atleti, un uomo e una donna, corrono due frazioni ciascuno, ognuna di 400 metri; sempre nel 2019 è stata inoltre aggiunta al programma la staffetta a ostacoli mista.

## Record dei campionati
Statistiche aggiornate a Guangzhou 2025.

### Maschili
| Specialità                            | Prestazione | Atleti                                                          | Nazione                       | Data           | Luogo           |
| ------------------------------------- | ----------- | --------------------------------------------------------------- | ----------------------------- | -------------- | --------------- |
| Staffetta 4×100 m                     | 37"38       | Mike Rodgers Justin Gatlin Tyson Gay Ryan Bailey                | Stati Uniti Squadra nazionale | 2 maggio 2015  | Nassau, Bahamas |
| Staffetta 4×200 m                     | 1'18"63     | Nickel Ashmeade Warren Weir Jermaine Brown Yohan Blake          | Giamaica Squadra nazionale    | 24 maggio 2014 | Nassau, Bahamas |
| Staffetta 4×400 m                     | 2'57"25     | David Verburg Tony McQuay Christian Taylor LaShawn Merritt      | Stati Uniti Squadra nazionale | 25 maggio 2014 | Nassau, Bahamas |
| Staffetta 4×800 m                     | 7'04"84     | Duane Solomon Erik Sowinski Casimir Loxsom Robby Andrews        | Stati Uniti Squadra nazionale | 2 maggio 2015  | Nassau, Bahamas |
| Staffetta 4×1 500 m                   | 14'22"22    | Collins Cheboi Silas Kiplagat James Kiplagat Magut Asbel Kiprop | Kenya Squadra nazionale       | 25 maggio 2014 | Nassau, Bahamas |
| Staffetta mista (1200+400+800+1600 m) | 9'15"50     | Kyle Merber Brycen Spratling Brandon Johnson Ben Blankenship    | Stati Uniti Squadra nazionale | 3 maggio 2015  | Nassau, Bahamas |

### Femminili
| Specialità                            | Prestazione | Atlete                                                                 | Nazione                       | Data           | Luogo           |
| ------------------------------------- | ----------- | ---------------------------------------------------------------------- | ----------------------------- | -------------- | --------------- |
| Staffetta 4×100 m                     | 41"85       | Tamari Davis Gabrielle Thomas Celera Barnes Melissa Jefferson          | Stati Uniti Squadra nazionale | 5 maggio 2024  | Nassau, Bahamas |
| Staffetta 4×200 m                     | 1'29"04     | Jura Levy Shericka Jackson Sashalee Forbes Elaine Thompson             | Giamaica Squadra nazionale    | 22 aprile 2017 | Nassau, Bahamas |
| Staffetta 4×400 m                     | 3'19"39     | Phyllis Francis Natasha Hastings Sanya Richards-Ross Francena McCorory | Stati Uniti Squadra nazionale | 3 maggio 2015  | Nassau, Bahamas |
| Staffetta 4×800 m                     | 8'00"62     | Chanelle Price Maggie Vessey Molly Ludlow Alysia Montaño               | Stati Uniti Squadra nazionale | 3 maggio 2015  | Nassau, Bahamas |
| Staffetta 4×1 500 m                   | 16'33"58    | Mercy Cherono Faith Kipyegon Irene Jelagat Hellen Obiri                | Kenya Squadra nazionale       | 24 maggio 2014 | Nassau, Bahamas |
| Staffetta mista (1200+400+800+1600 m) | 10'36"50    | Treniere Moser Sanya Richards-Ross Ajeé Wilson Shannon Rowbury         | Stati Uniti Squadra nazionale | 2 maggio 2015  | Nassau, Bahamas |

### Misti
| Specialità              | Prestazione | Atleti                                                               | Nazione                       | Data           | Luogo              |
| ----------------------- | ----------- | -------------------------------------------------------------------- | ----------------------------- | -------------- | ------------------ |
| Staffetta 4×400 m       | 3'09"54     | Chris Robinson Courtney Okolo Johnnie Blockburger Lynna Irby-Jackson | Stati Uniti Squadra nazionale | 11 maggio 2025 | Guangzhou, Cina    |
| Staffetta 2×2×400 metri | 3'36"92     | Ce'Aira Brown Donavan Brazier                                        | Stati Uniti Squadra nazionale | 11 maggio 2019 | Yokohama, Giappone |
| Staffetta a ostacoli    | 54"96       | Christina Clemons Freddie Crittenden Sharika Nelvis Devon Allen      | Stati Uniti Squadra nazionale | 11 maggio 2019 | Yokohama, Giappone |